# R. E. Streeter
Randolph Elwood Streeter (North Smithfield, Rhode Island, 11 de febrer de 1847 - 1924) és un dels pares fundadors de l'Institut Bíblic Pastoral i membre del consell editorial de la revista L'Herald del Regne de Crist.

## Biografia
Amb els seus pares es va mudar a Providence, el 1850 a on va passar la seva joventut i, finalment, van entrar en el negoci de joieria. Es va casar amb Elizabet Brown el 1868 i va tenir tres fills: Frank E., Arthur B., i Elizabeth Streeter. El 1877 es va traslladar a Auburn (Rhode Island), on passaria la resta de la seva vida. La seva dona va morir després de 13 anys, i el 1882 es va casar amb la seva germana, Margaret E. Brown, i els van néixer quatre fills: Frank H. Thompson, John L. Leonard, Alicia M., i Randolph H. Streeter.
Streeter va esdevenir un cristià el 1877 i va estar originalment associat a l'Església Baptista Lliure. Posteriorment es va unir a l'Església Evangèlica Adventista.

## Relació amb Russell
El 1896 va llegir el llibre "El Pla Diví de les Edats", escrit per Charles Taze Russell, però el va rebutjar com una falsa doctrina. L'any següent, va ser enviat com a missioner a Amèrica del Sud i les Índies Occidentals, on va rebre una altra còpia d'aquest llibre que va llegir en el seu viatge de retorn. Aquesta vegada acceptat el seu missatge.
Com a editor el 1892 havia imprès una petita revista amb el nom El Testimoni de Jesús, va continuar la seva publicació i va presentar als seus lectors les noves opinions que estava aprenent. Posteriorment va suspendre la revista i el 1902 entrar en el grup del pastor Charles Taze Russell.

## Institut de Pastoral de la Bíblia
De resultes del cisma de 1917 Streeter va esdevenir a partir de 1918 membre del comitè editorial de la nova revista The Herald of Christ's Kingdom i va ser escollit administrador de l'Institut Bíblic Pastoral el 1923, actuant en aquest càrrec fins a la seva mort a l'any següent. Va ser un gran estudiant de la profecia i va ser l'autor de Daniel, l'estimat de Jehovà " y La Revelació de Jesús Crist.